# NGC 1505
NGC 1505 é uma galáxia lenticular (S0) localizada na direcção da constelação de Eridanus. Possui uma declinação de -09° 19' 19" e uma ascensão recta de 4 horas, 02 minutos e 36,3 segundos.
A galáxia NGC 1505 foi descoberta em 1886 por Ormond Stone.